# Fanny Hünerwadel
Fanny Hünerwadel (Lenzburg, 26 januari 1826 - Rome, 27 april 1854) was een Zwitserse operazangeres, pianiste en componiste.

## Biografie
Fanny Hünerwadel was een dochter van Johann Friedrich Hünerwadel, een arts. Ze volgde pianolessen in haar geboorteplaats, voornamelijk bij Philipp Tietz, en was lid van een lokale zangvereniging. Ze legde zich vanaf 1846 in Zürich verder toe op piano, zang, muzikale theorie en ook op componeren van muziek. Haar leermeester was Alexander Müller, een vriend van Richard Wagner. Vanaf 1849 was ze actief als operazangers en pianiste. In 1851 zong ze bij de inhuldiging van een nieuw orgel in haar geboorteplaats Lenzburg en reisde ze ook naar Parijs en Londen. Tijdens een reis naar Firenze en daarna Rome in 1854 overleed zij op 28-jarige leeftijd aan buiktyfus. Later dat jaar werden zes van de zeven bewaard gebleven zangstukken met pianobegeleiding van haar hand postuum uitgegeven.